# はいむるぶし

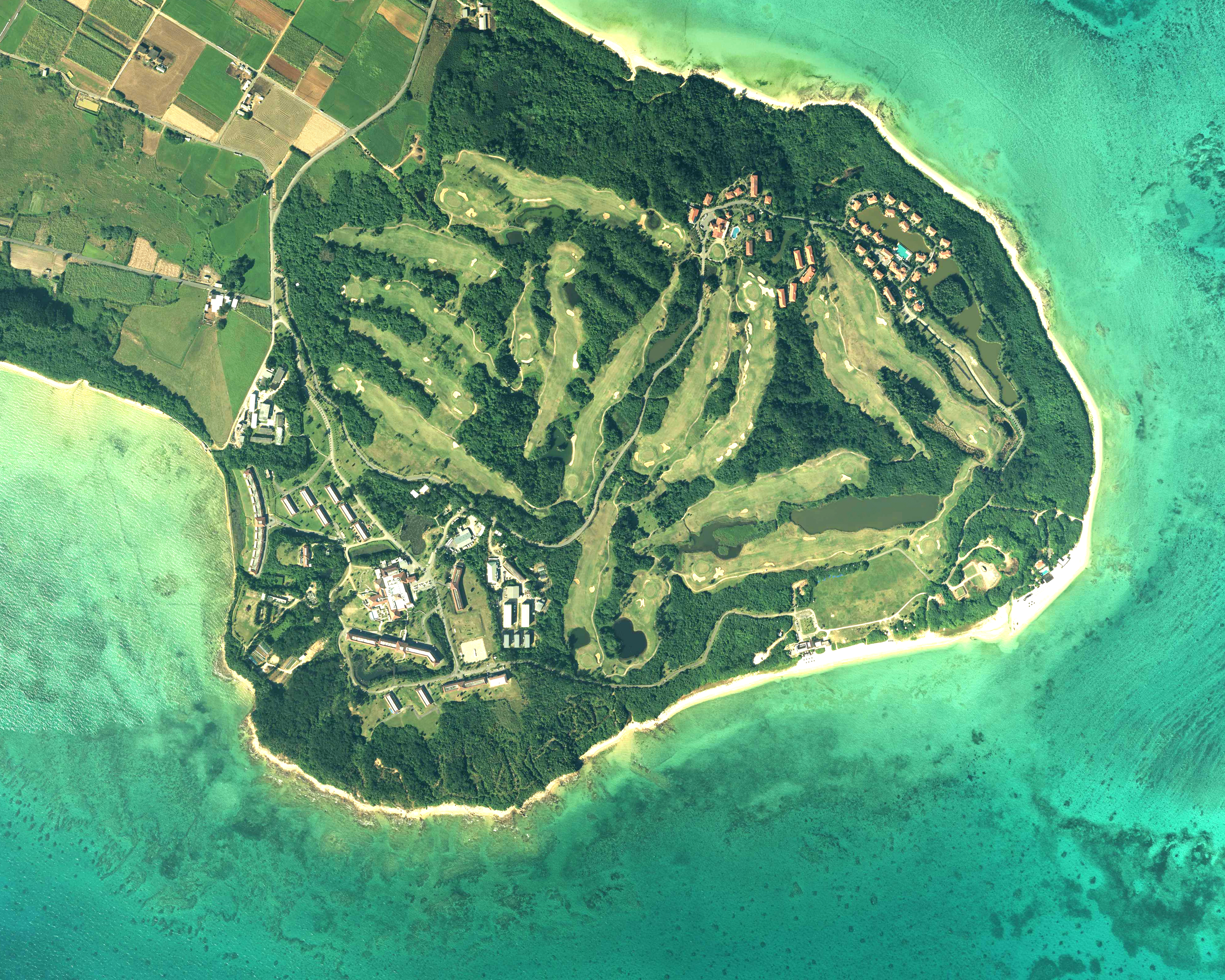
はいむるぶし周辺の空中写真（2019年1月19日撮影の2枚を合成作成）

はいむるぶし (HAIMURUBUSHI) は、八重山列島の小浜島（沖縄県八重山郡竹富町）にあるリゾート施設。三井不動産株式会社が所有し、その100%子会社の株式会社はいむるぶしが運営する。

## 概説
1979年にオープンし、2018年に40周年を迎えた沖縄リゾートホテルの先駆け的施設である。北緯24.19度に位置し、八重山列島の「へそ」と言われる小浜島に所在する。
レセプション・インフォメーションデスク、レストラン、ホテルショップなどがあるセンター棟を中心に、計148室の宿泊棟（全13棟）、大浴場、ビーチハウスなどの建物のほか、水牛池・ふれあい牧場・プール・テニスコート・広場・パークゴルフ場・ビーチなどのリゾート施設を備えている。園内敷地が広大なため、レンタサイクル・バイクやレンタルカートのレンタルもおこなっている。
園内でのアクティビティのほか、外部の業者によるダイビング・スノーケリング、クルージング・トローリング・船釣りなどのマリンスポーツや、観光ツアーもはいむるぶしで受け付けている。また、組数限定（月に1 - 2組）でビーチウェディングも催している。
株式会社はいむるぶしでは、「はいむるぶし」（南群星）は八重山地方の方言で南十字星を意味するとしている。
NHK連続テレビ小説シリーズのテレビドラマ『ちゅらさん』（2001年度上半期放送。小浜島が舞台）の撮影時には、撮影隊のベース・宿泊施設として使用されており、かつて撮影に使われたフォルクスワーゲン・ビートルが園内に保管・展示されていた。

## 沿革
1979年にヤマハグループのリゾートとして開業。
2007年7月に、はいむるぶしを含む4施設がヤマハリゾートから三井不動産に事業譲渡され、株式会社はいむるぶしは三井不動産リゾートの100%子会社となり、後に三井不動産の100%子会社となった。
2011年7月7日にリニューアルを行い、センター棟の内装を改装したほか、各棟の名称を変更し、新しいタイプの客室が設けられた。2012年7月1日には第2弾のリニューアルを行い、ビーチエリアへの新施設「ビーチテラス」・「ぱなりテラス」・「ぱなりスパ」・「オーシャンパーク」の設置、名和昆虫博物館はいむるぶし分室の設置、新たな客室タイプ「ファミリールーム」の新設を行った。
2016年3月19日には、新客室棟「さんにん」が開業している。
2025年7月15日、客室148室のうち45室を改装するとともにスパ施設の新設やプールの増設などのリニューアルを行なった。

## 施設一覧
- センター棟
  - レセプション・アクティビティカウンター、ホテルショップ、ライブラリーコーナーなど
  - レストラン： クラブダイニング/ブッフェダイニング/グリルダイニング/オープンカフェ＆バー
- 宿泊棟 - 全13棟・148室。部屋タイプは下記の6タイプ[13]。
  - オーシャンビューバススイート（てぃだ棟 5室）
  - オーシャンビュースイート（てぃだ棟 15室）
  - オーシャンプレミア（かぁちばい棟・さんにん棟 30室）
  - オーシャンビューデラックス（ぱびる棟・とぅもおる棟 14室）
  - オーシャンビュースーペリア（でいご棟 10室）
  - スーペリア（でいご棟・うーじ棟・かぁちばい棟 50室）
  - スタンダード（とぅもおる棟・ぱびる棟 24室）
- ぬちぐすいスパ「てぃんがーら」
- 西表島展望大浴場 - 浴室から西表島を望む大浴場
- 野外プール
- シャワールーム
- レンタルカート場
- ビーチハウス - ビーチに併設。各種アクティビティの受付やグッズの貸出のほかドリンク・軽食の販売など

## 園内
園内には、ヤギ、リクガメ、アヒルなどがいる「ふれあい広場」や通常のリゾートホテルの敷地内には珍しい水牛がいる「水牛池」をはじめとして、ブランコやハンモック、グラウンド・ゴルフなど、広い敷地を活用したアクティビティが充実している。

## 交通
石垣空港から石垣港離島ターミナルに移動。離島ターミナルから、八重山観光フェリー、安栄観光が運航する高速旅客船（1日12便程度運航）で小浜港まで約30分。旅客船の到着に合わせて、小浜港からはいむるぶしまで宿泊者専用の無料送迎バスが運行されている。